# 댕강나무
댕강나무(Abelia mosanensis)는 인동과 린네풀아과에 딸린, 겨울에 잎 지는 넓은잎 떨기나무이다. 한반도 고유종이며, 북부 지방에 주로 서식한다.
높이는 2미터 정도이다. 줄기에 세로줄이 있지만 깊이 파이지는 않으며, 속이 백색이고, 어린 가지에 털이 있다. 잎은 마주나며, 길이 3-7cm로 피침형이고 양끝이 좁으며 가장자리에 톱니와 털이 있다. 꽃은 5월에 잎겨드랑이나 가지 끝에서 엷은 홍색으로 피며 꽃자루 하나에 3개씩 달린다. 화관은 길이 20-22mm이며 통 모양이다. 수술대에는 털이 있으며, 암술대는 짧고 털이 없다. 열매는 벌어지지 않으며, 씨는 1개이고 9월에 익는다. 관상용으로 많이 심는다.

## 사진

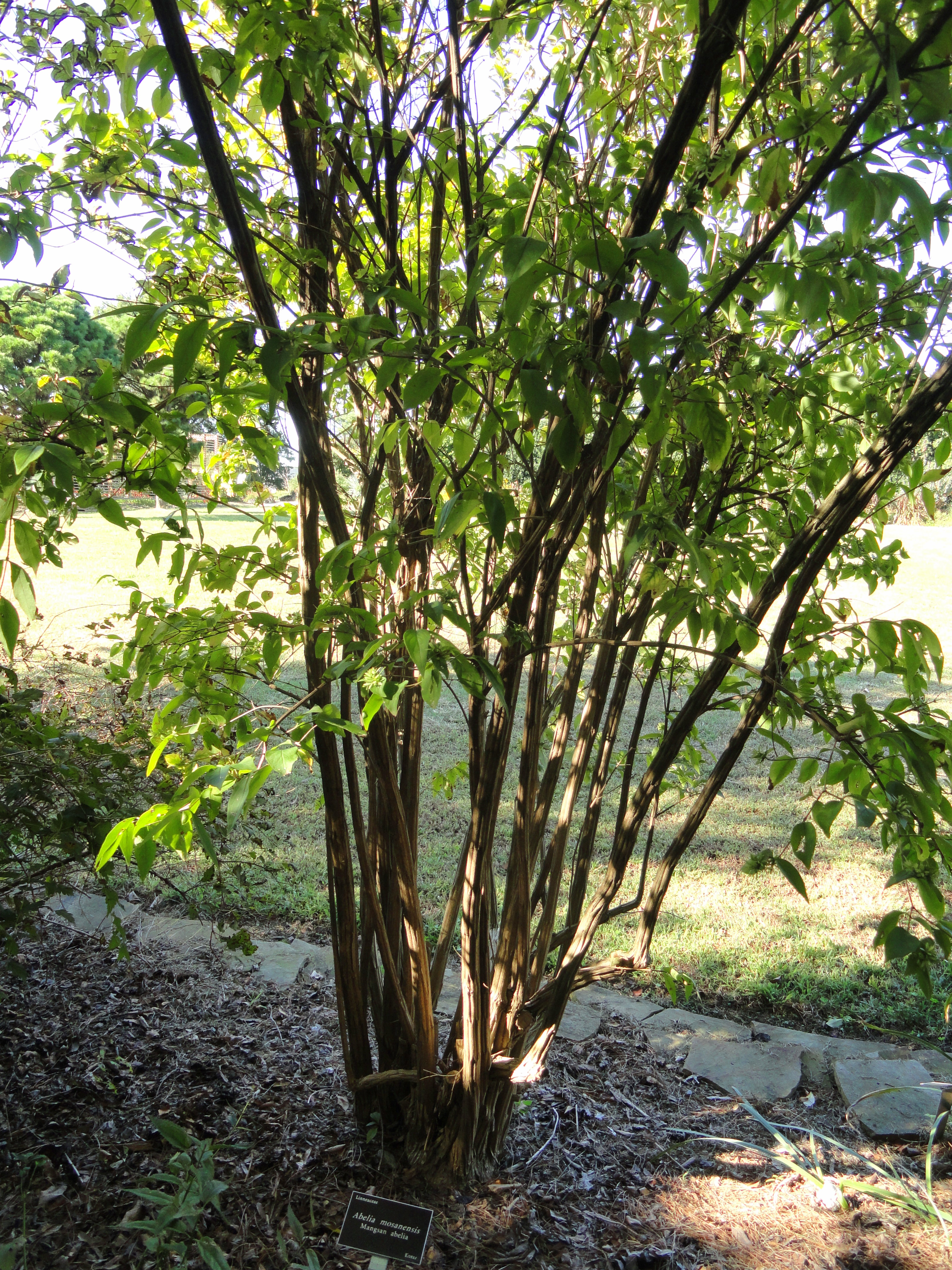
수형
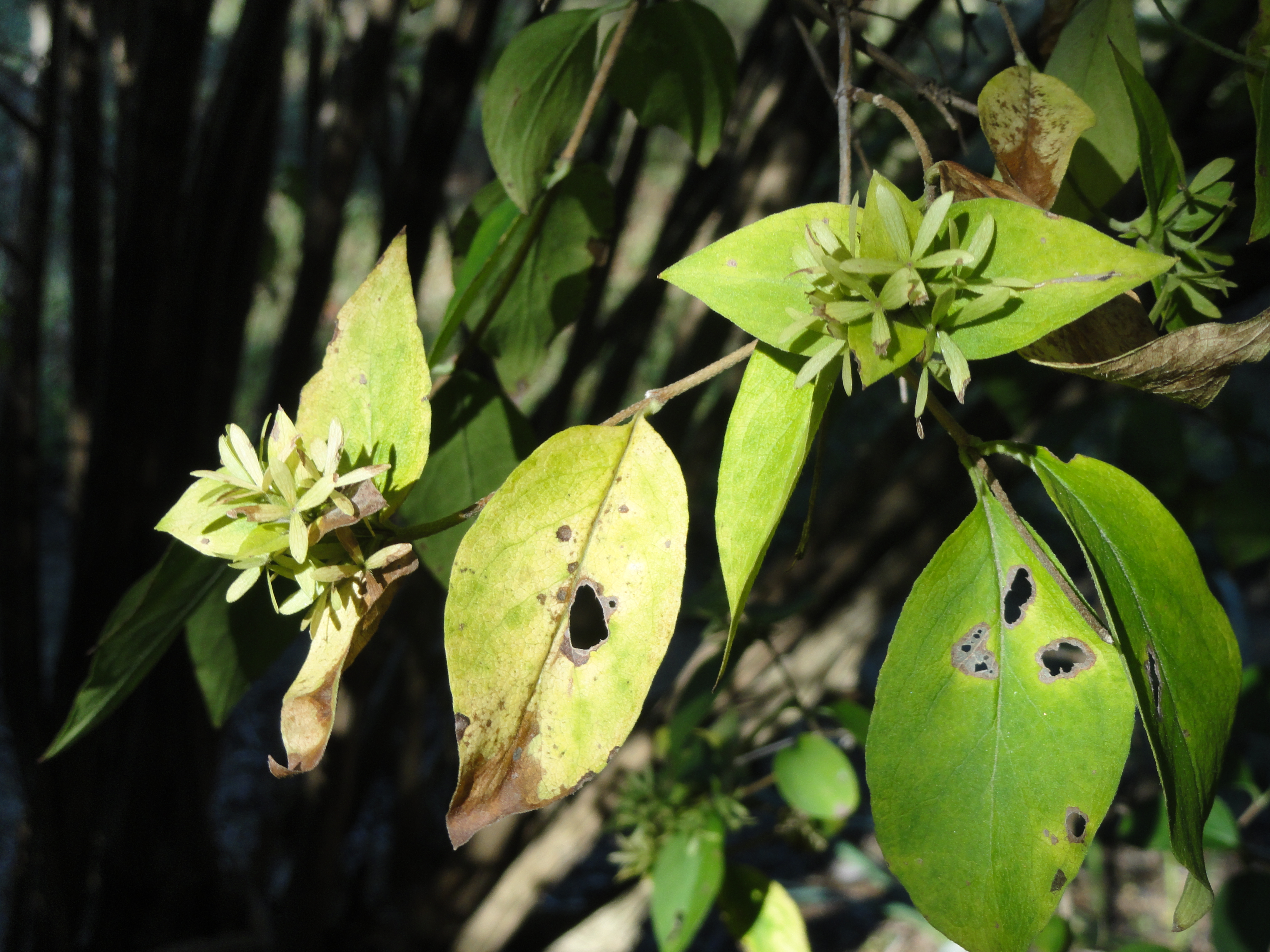
잎